# Kárpáthy Kamilló
vitéz Kárpáthy Kamilló (Budapest, 1876. március 25. – Szolnok, 1952. szeptember 8.) magyar katona, vezérezredes, a Magyar Királyi Honvédség főparancsnoka, felsőházi tag.

## Származása
Ősei a prágai jettensteini Kalina családból származnak. Apja kassai csendőrparancsnok, aki 1870-ben magyarosította a nevét Kalináról Kárpáthyra.

## Élete
Kassán és Pécsett járt gimnáziumba, majd a bécsújhelyi katonai akadémiát és a bécsi hadiakadémiát végezte el. 1914-ben a 37. honvéd gyaloghadosztály vezérkari főnökeként vonult be a háborúba. 1915-ben a galiciai fronton szolgált alezredes rendfokozatban. 1917-ben ezredessé léptették elő és kinevezték a 306. gyalogezred parancsnokává. 1918-ban a Honvédelmi Minisztérium I. osztályának főnöke lett. Október 31-én, Budapesten a forradalom foglya lett. 1919-ben szolgálati nyugállományba vonult.
1920-ban visszahelyezték a tényleges állományba. 1921-ben a budapesti 1. honvéd gyalogezred parancsnoka lett. 1922-ben vitézzé avatták és tábornokká léptették elő. 1923-1926 között a Magyar Királyi Honvéd Hadiakadémia parancsnoka volt. 1925. májusától altábornagyi rendfokozatban az 1. honvéd vegyesdandár parancsnoka. 1929-től gyalogsági szemlélő. 1930-tól gyalogsági tábornok és öt éven keresztül a Magyar Királyi Honvédség vezérkari főnöke.
1935-ben vonult végleg nyugállományba. Az 1938-as 
eucharisztikus világkongresszus egyik főbizottságának elnöke volt. 1941-től nyugállományú vezérezredes és magyar királyi titkos tanácsos. 1942-1944 között felsőházi tag.
1950-ben kitelepítették Besenszegre és ott halt meg. Pusztamonostoron temették el. Felesége dedinai zsuffa Balázsovich Margit. Gyermekük nem volt. Két testvére Kárpáthy Tibor és Kárpáthy Ákos szintén katonaként szolgáltak és tábornokok voltak.

## Kitüntetései
- Olasz Koronarend nagykeresztje
- Magyar Érdemkereszt I. osztálya
- Német Vaskereszt II. osztálya
- Magyar Érdemkereszt II. osztálya
- Osztrák Lipót Rend Lovagkeresztje hadi díszítménnyel és kardokkal
- Osztrák Vaskoronarend III. osztálya hadi díszítménnyel és kardokkal
- Katonai Érdemkereszt III. osztálya hadi díszítménnyel és kardokkal
- Katonai Érdemkereszt III. osztálya /békebeli adományozás
- Ezüst Katonai Érdemérem a Katonai Érdemkereszt szalagján kardokkal
- Bronz Katonai Érdemérem
- Kormányzói Dicsérő Elismerés
- Károly - Csapatkereszt
- Tiszti Szolgálati Jel II. osztálya
- Jubileumi Érem 1898,
- Jubileumi Kereszt 1908.
- Bajor Katonai Érdemrend II. osztálya